# Tubići
Tubići (cyr. Тубићи) – wieś w Serbii, w okręgu zlatiborskim, w gminie Kosjerić. W 2011 roku liczyła 449 mieszkańców.